# Jonas Lindberg
Jonas Lindberg (født 12. oktober 1997 i Gammel Rye) er en cykelrytter fra Danmark, der er en del af det danske landshold i mountainbike. Udover medaljer i mountainbike, blev han i 2018 U23-danmarksmester i cykelcross, og ved mesterskaberne i 2020 og 2021 vandt han sølv i eliterækken.